# Großharbach

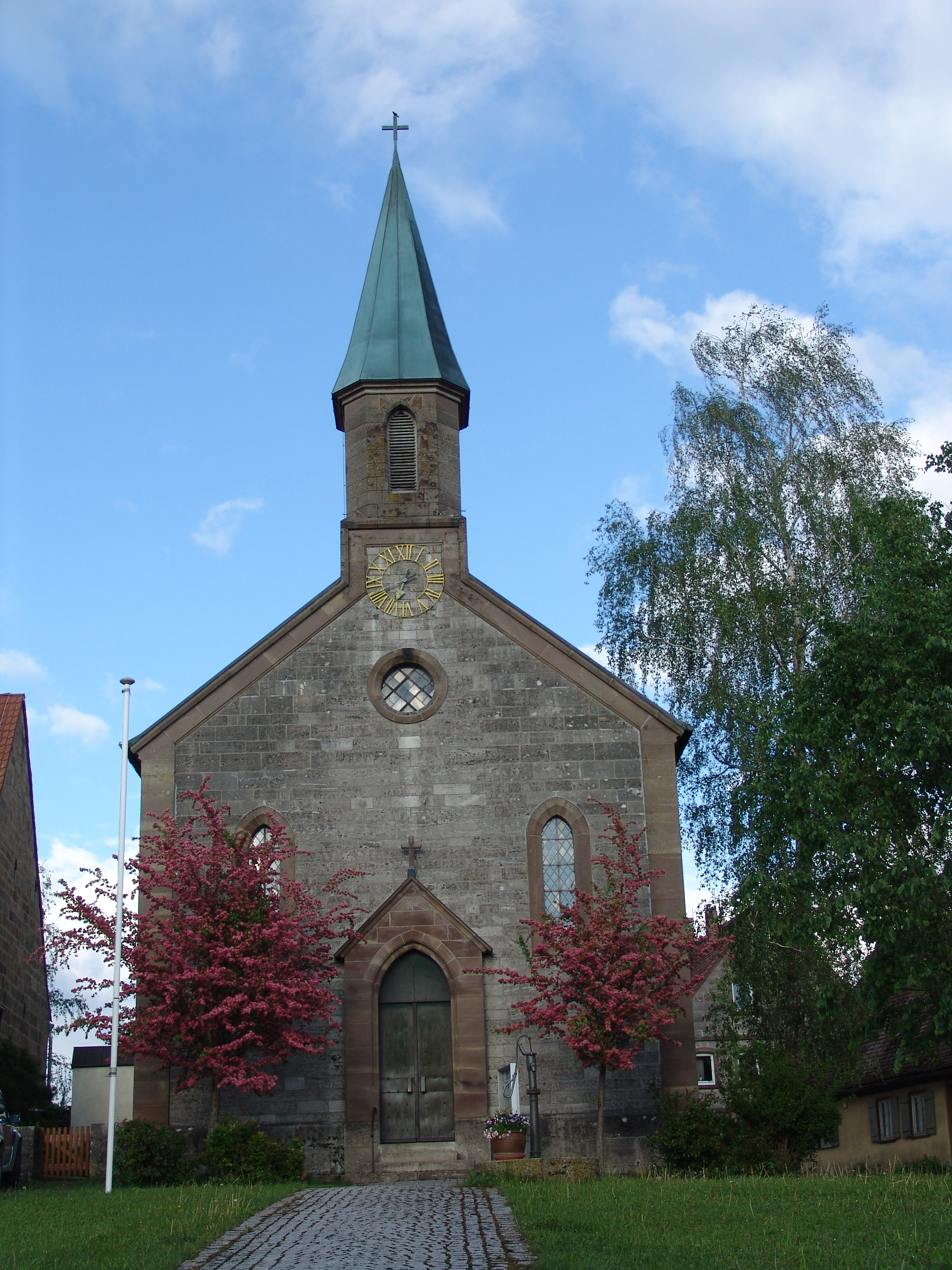
Evangelisch-lutherische Filialkirche

Großharbach ist ein Gemeindeteil der Gemeinde Adelshofen im Landkreis Ansbach (Mittelfranken, Bayern). Die Gemarkung Großharbach hat eine Fläche von 5,383 km². Sie ist in 674 Flurstücke aufgeteilt, die eine durchschnittliche Fläche von 7986,70 m² haben.

## Geografie
Das Kirchdorf liegt von Feldern umgeben in der noch recht flachen Talmulde des oberen Harbachs, der über die Steinach von rechts der Tauber zufließt. 0,75 km westlich des Ortes liegt das Schlagholz, 0,5 km südlich das Gehauholz und 0,5 km östlich der Neckenhag.
Die Kreisstraße AN 31/NEA 51 führt nach Langensteinach (3,7 km nordöstlich) bzw. nach Neustett (2 km südwestlich). Die Kreisstraße AN 32 führt nach Gickelhausen (2,1 km südöstlich). Gemeindeverbindungsstraßen führen nach Kleinharbach (1,5 km nordwestlich) und nach Equarhofen zur NEA 49 (3,7 km nordwestlich). Durch Großharbach führt der 16 Kilometer lange Glaubensweg, an dem christliche Symbolsteine aus fränkischem Muschelkalk aufgestellt sind.

## Geschichte
1387 wurde Großharbach geteilt: Das Gebiet südlich des Harbaches lag im Fraischbezirk der Reichsstadt Rothenburg, der nördliche Teil im Fraischebzirk des ansbachischen Oberamtes Uffenheim. Zu dieser Zeit gab es schon eine Kapelle mit dem Patrozinium des Erzengels Michael. Im Dreißigjährigen Krieg verfiel diese Kapelle. 1691 wurde an ihrer Stelle eine Kirche errichtet.
Gegen Ende des 18. Jahrhunderts gab es 26 Untertansfamilien, von denen 21 die Reichsstadt Rothenburg als Grundherrn hatten. Im Fraischbezirk des Oberamtes Uffenheim lagen 22 Anwesen. Von 1797 bis 1808 unterstand der Ort dem Justiz- und Kammeramt Uffenheim.
1806 kam Großharbach an das Königreich Bayern. Mit dem Gemeindeedikt (frühes 19. Jahrhundert) wurde Großharbach dem Steuerdistrikt Adelshofen zugewiesen. Wenig später wurde die Ruralgemeinde Großharbach gebildet. Sie unterstand in der Verwaltung und der Gerichtsbarkeit dem Landgericht Rothenburg und in der Finanzverwaltung dem Rentamt Rothenburg ob der Tauber (1919 in Finanzamt Rothenburg ob der Tauber umbenannt). Ab 1862 übernahm das Bezirksamt Rothenburg ob der Tauber die Verwaltung (1939 in Landkreis Rothenburg ob der Tauber umbenannt) und das Stadt- und Landgericht Rothenburg ob der Tauber die Gerichtsbarkeit (1879 in Amtsgericht Rothenburg ob der Tauber umbenannt). Die Gemeinde hatte 1964 eine Gebietsfläche von 5,399 km². Im Zuge der Gebietsreform in Bayern wurde diese am 1. Juli 1972 nach Adelshofen eingemeindet.

### Baudenkmäler
In Großharbach gibt es sechs Baudenkmäler:
- evangelisch-lutherische Filialkirche: 1874 im neugotischen Stil aus heimischem Muschelkalkstein erbaut
- Haus Nr. 7: Ehemaliges Wohnstallhaus
- Haus Nr. 8: Ehemaliges Wohnstallhaus mit Scheune
- Haus Nr. 16: Landturm Großharbach
- Haus Nr. 22: Wohnhaus
- Haus Nr. 29: Ehemaliges Schulhaus

### Einwohnerentwicklung
| Jahr      | 1818  | 1840   | 1852   | 1855   | 1861   | 1867   | 1871   | 1875   | 1880   | 1885   | 1890   | 1895   | 1900   | 1905   | 1910   | 1919   | 1925   | 1933   | 1939   | 1946   | 1950   | 1952   | 1961   | 1970   | 1987   |       |
| Einwohner | 183   | 196    | 227    | 226    | 216    | 205    | 188    | 195    | 212    | 212    | 215    | 229    | 216    | 223    | 215    | 229    | 223    | 222    | 233    | 328    | 347    | 326    | 224    | 240    | 215    | 217   |
| Häuser    | 36    | 37     |        |        |        |        | 40     |        |        | 42     | 46     |        | 43     |        |        |        | 43     |        |        |        | 46     |        | 47     |        | 52     |       |
| Quelle    | [ 8 ] | [ 15 ] | [ 16 ] | [ 16 ] | [ 17 ] | [ 18 ] | [ 19 ] | [ 20 ] | [ 21 ] | [ 22 ] | [ 23 ] | [ 16 ] | [ 24 ] | [ 16 ] | [ 25 ] | [ 16 ] | [ 26 ] | [ 16 ] | [ 16 ] | [ 16 ] | [ 27 ] | [ 16 ] | [ 10 ] | [ 28 ] | [ 29 ] | [ 2 ] |

## Religion
Der Ort ist seit der Reformation evangelisch-lutherisch geprägt und bis heute nach St. Peter und Paul (Langensteinach) gepfarrt. Die Einwohner römisch-katholischer Konfession sind nach St. Johannis (Rothenburg ob der Tauber) gepfarrt.